# Byron Leftwich
Byron Anton Leftwich (født 14. januar 1980 i Washington D.C., USA) er en amerikansk footballspiller (quarterback), der pt. er free agent. Leftwich blev draftet til ligaen i 2003 af Jacksonville Jaguars, og har desuden spillet for Atlanta Falcons, Tampa Bay Buccaneers og Pittsburgh Steelers.

## Klubber
- 2003-2006: Jacksonville Jaguars
- 2007: Atlanta Falcons
- 2008: Pittsburgh Steelers
- 2009: Tampa Bay Buccaneers
- 2010-2012: Pittsburgh Steelers